# Крупницький Борис Дмитрович
Бори́с Дми́трович Крупни́цький (* 24 липня 1894, Медведівка тепер Черкаської області — † 5 травня 1956, Гіммельпфортен, Німеччина) — український науковець, історик, освітній діяч. Професор Українського вільного університету та Богословсько-педагогічної академії в Мюнхені, дійсний член Міжнародної вільної академії наук у Парижі, голова історичної секції Української вільної академії наук.

## Біографія
Борис Крупницький народився в сім'ї сільського псаломщика Дмитра Ульяновича Крупницького та його дружини Ольги Степанівни (Скічкової). Усім шістьом дітям батьки дали вищу освіту. Борис вчився в Черкаській гімназії, а з 1913 р. — на історико-філологічному факультеті Київського університету св. Володимира. Там він слухав лекції відомих науковців, зокрема О. Покровського (давня історія), Ю. Кулаковського (класична історія), М. Бубнова (середньовіччя), Л. Ардашова (новітня історія), А. Лободи та В. Перетца (історія літератури), В. Данилевича та М. Довнар-Запольського (історія Росії включно з історією України). З 1914 р. Борис Крупницький бере активну участь в діяльності історико-етнографічного гуртка, до якого входили професори, приват-доценти, здібні випускники, старшокурсники й лише кілька (включно з ним) найобдарованіших студентів молодших курсів.
Під час Першої світової війни, у липні 1916 року, Бориса Крупницького мобілізували до російської армії. Спершу він служив феєрверкером у 5-му запасному артилерійському дивізіоні в Одесі, з червня 1917 прапорщиком у 1-й Фінляндській стрілецькій артилерійській бригаді в Галичині. Був поранений на фронті шрапнеллю у праве передпліччя. Після демобілізації в 1918 р. далі навчався в університеті, але вже навесні 1919-го добровільно став вояком української армії. У 1919—1920 рр. — у складі 2-ї Волинської дивізії Армії УНР. Брав участь у її бойових діях, був тяжко поранений (один з уламків так і залишився в тілі і був причиною постійних болів). Після відступу армії УНР до Польщі був інтернований у табір для вояків у Калішi. Невдовзі емігрував до Німеччини. Працював сільськогосподарським робітником у місцевості Гіммельпфортен (поблизу Гамбурга), там одружився з німкенею Маргаритою Шпрекельзен (її спадок дав Крупницькому змогу продовжити освіту). Від 1925 разом з дружиною жив у Берліні. Деякий час працював на тамтешніх фабриках і заводах, поглиблено вивчав німецьку мову в Інституті для іноземців при Берлінському університеті (1925–1926). Від зимового семестру 1926/27 почав відвідувати заняття на історичному факультеті Берлінського університету. Водночас став стипендіатом (як учасник бойових дій Армії УНР) Українського наукового інституту в Берліні та учнем Д. Дорошенка й І. Мірчука. Проживаючи постійно в Берліні, приїздив читати лекції до Праги. 1945 року оселився в містечку Гіммельпфортен, звідти їздив читати лекції в УВУ.
В останні шість років життя Борис Крупницький хворів і був фактично відірваний від наукового життя. «Хвороба прикувала мене до Гіммельпфортена, а це — ізоляція і неможливість бути в курсі справ, неможливість користуватися свіжими матеріалами, не кажучи вже про архіви», — писав він в одному з приватних листів кінця 1951 р.
Щасливою нагодою поспілкуватися з діячами української науки та культури був для нього приїзд до Гіммельпфортена 1952 р. Дорошенка й 1953-го — подружжя професорів Пріцаків.
Незважаючи на загострення хвороби, Крупницький не полишає улюбленої справи. «Про життя Пилипа Орлика я пишу, але поволі,— зазначав учений у листі до колег 12 лютого 1947 р. — В лікарні воно тяжко і незручно, та й не вільно поки що напружуватись. Однак я роблю, і, думаю, з того щось напевне вийде». Як згадував пізніше Олександр Оглоблин, «уже в половині березня того ж року праця була готова».
Тяжко хворіючи останні шість років, опублікував близько 50 наукових і науково-популярних праць. Більшість були україномовними, але серед них подибуються і дослідження, написані німецькою та англійською мовами. Фізично неспроможний брати участь у конференціях та засіданнях Української вільної академії наук, Крупницький надсилав тексти своїх доповідей, які зачитував той чи той із присутніх.
5 червня 1956 р. Крупницького не стало. Його поховали на кладовищі містечка Гіммельпфортен.

## Наукова діяльність
1926 року Крупницький вступив до Берлінського університету, де вивчав східноєвропейську історію. У 1929 р. захистив дисертацію «Йоганн Християн фон Енґель та історія України» і здобув ступінь доктора філософії. Після цього на запрошення Дмитра Дорошенка перейшов працювати до заснованого в Берліні гетьманом П. Скоропадським Українського наукового інституту. Тут тісно співпрацює з Дорошенком, Липинським та Мірчуком, видає монографії та статті з історії України XVII — початку XVIII ст., досліджує українсько-шведські відносини. За короткий час вивчив шведську мову, щоб могти працювати з історіографічними виданнями та архівними матеріалами.
Здобувши репутацію кваліфікованого історика, 1932 р. був обраний приват-доцентом Українського вільного університету в Празі, а наступного року повертається до Берліна на посаду наукового співробітника Українського наукового інституту замість Д. Дорошенка, який переїжджає до Праги. 1938 р. Борис Крупницький стає закордонним співробітником Українського наукового інституту у Варшаві та дійсним членом Наукового товариства імені Шевченка у Львові (НТШ). З 1941 р. — професор Українського наукового інституту в Берліні.
На початку 40-х pp. внаслідок подій Другої світової війни розірвалися контакти між істориками Берліна, Праги, Варшави та інших українознавчих центрів Європи. В січні 1945 р. під час повітряного нальоту приміщення Українського наукового інституту зазнало значних пошкоджень, тож установа перемістилася з Берліна до Лейпцига, а з вступом до міста радянських військ навесні того ж року вона фактично перестала існувати. В період окупації Німеччини союзницькими військами Крупницький переїжджає з Лейпцига до Веймара, тоді до Ауґсбурґа, а звідти — до Штаде й поселяється в його околиці — Гіммельпфортені.
Після закінчення Другої світової війни Б. Крупницький брав активну участь у відновленні діяльності в Мюнхені Українського вільного університету та НТШ, заснуванні Богословсько-педагогічної академії Української автокефальної православної церкви. Працював редактором історичного відділу Енциклопедії українознавства. Продовжував досліджувати проблеми вітчизняної історії, її зв'язок із загальноєвропейським історичним процесом, а також стан розвитку української історіографії загалом і на підконтрольних радянському режиму землях зокрема.
У 1930—1950-х рр. вийшло понад 140 його наукових і науково-популярних досліджень, що репрезентували Україну перед тогочасною європейською читацькою аудиторією. Серед них монографії "Гетьман Пилип Орлик. Огляд його політичної діяльности (1928), «Гетьман Мазепа та його доба» (1942), «Гетьман Данило Апостол і його доба» (1948), «Українська історична наука під совєтами» та ін.
Дослідницько-викладацьку діяльність ученого гідно оцінила наукова громадськість, обравши його професором Українського вільного університету та Богословсько-педагогічної академії, а також головою історичної секції Української вільної академії наук, редактором історичного відділу Енциклопедії українознавства, а з 1946 р. — членом і науковим співробітником Науково-дослідного інституту української мартирології у Мюнхені. З 1951 р. Б. Крупницький — дійсний член Міжнародної вільної академії наук у Парижі.
У першій половині 1956 р. учений завершує історіографічне дослідження «Українська історична наука на совєтській Україні в 1920 — 1950 рр.», заміряється написати цілу низку інших праць, зокрема про гетьмана Кирила Розумовського, видати в Українському вільному університеті свій курс лекцій «Україна між Заходом і Сходом». Здійснити це перешкодила смерть.

## Наукові праці

### Монографії
- Johann Christian v. Engel und die Geschichte der Ukraine [Йоганн Християн фон Енґель та історія України]. Berlin, 1931. 53 S.
- Гетьман Пилип Орлик 1672–1742. Огляд його політичної діяльности (= Праці Українського Наукового Інституту, т. 42). Варшава, 1938. 251 с.
- Geschichte der Ukraine [Історія України] (Im Auftrage des Ukrainischen Wissenschaftlichen Instituts). Leipzig: Otto Harrassowitz, 1939. 324 S. (перевид: Wiesbaden: Otto Harrassowitz, 1963. 307 S.).
- Hetman Mazepa und seine Zeit (1687—1709) [Гетьман Мазепа та його доба] (Im Auftrage des Ukrainischen Wissenschaftlichen Instituts). Leipzig: Otto Harrassowitz, 1942. 260 S.
- Geschichte der Ukraine. Zweite revidierte Auflage (Im Auftrage des Ukrainischen Wissenschaftlichen Instituts). Leipzig: Otto Harrassowitz, 1943. 322 S.
- Beiträge zur Ideologie der “Istorija Rusov” (der Geschichte der Reussen) [Про ідеологію "Історії русів"]. Ukrainisches Wissenschaftliches Institut, Berlin, 1945. 26 S.
- До методологічних проблем історії України. Авґсбурґ: Українська Вільна Академія Наук, 1946. 23 с.
- Гетьман Данило Апостол і його доба (1727–1734). Авґсбурґ: Українська Вільна Академія Наук, 1948. 192 с.  (перевид.: Київ: Україна, 2004. 288 с.).
- Теорія Третього Риму і шляхи російської історіографії (= Праці членів Церковної Археографічної Комісії Апостольского Візітатора для українців у Західній Европі). Мюнхен, 1952. 29 с.
- Основні проблеми історії України. Мюнхен: Український Вільний Університет, 1955. 217 с. (перевид.: Київ: АДЕФ-Україна, 2020. 387 с.).
- Die sowjetische Theorie über die nationalstaatlichen Beziehungen zwischen der Ukraine und Moskau im Dienste der Politik des Kremls [Радянська теорія національно-державних відносин України та Москви на службі політики Кремля]. München, 1955. 22 S.
- Гетьман Пилип Орлик (1672–1742). Його життя і доля. Мюнхен: Дніпрова Хвиля, 1956. 80 с. (перевид.: Київ: Дніпро, 1991. 78 с.).
- Федералізм на сході Европи (Роздумування з приводу праці Ґ.Ф.Равха "Росія, державна єдність і національні своєрідності"). Париж: Видання Першої української друкарні у Франції, 1956. 36 с.
- Українська історична наука під Совєтами (1950–1950). Мюнхен: Вид. Інституту для вивчення СССР, 1957. XLVI + 115 с.
- Зі спогадів історика / Упоряд., вст. стаття, ком. Дмитра Гордієнка; [Інститут української археографії та джерелознавства ім. М. С. Грушевського НАН України]. К., 2017. 144 с.
- Гетьман Мазепа та його доба. Київ: Україна, 2001. 238 с. (перевид.: Київ: Україна, 2003. 240 с.; Київ: Грамота, 2008. 352 с.).

### Статті
1930-ті
- Карл XII і Петро І при Полтаві і над Прутом // Літературно--Науковий Вістник, Львів, 1931, т. 106, с. 625–654.
- J. Chr. Engels Geschichte der Ukraine // Abhandlungen des Ukrainischen Wissenschaftlichen Instituts in Berlin. Berlin, 1931, Bd. III, S. 75–110.
- Гетьман Мазепа в світлі німецької літератури його часу // Записки Чина Св. Василія Великого, Жовква, 1932, т. IV, с. 292–315. Окрема відбитка: Жовква, 1932, 27 с.
- Die wirtschaftlichen Grundlagen der ukrainischen Staatlichkeit // Ukraine von gestern und heute. Berlin: Bernhard & Gräfe, 1933. S. 35–46.
- Karl XII in der alten und neuen schwedischen Geschichtsschreibung // Forschungen und Forschritte, Berlin, 1933, No. 17, S. 249–250.
- Mazeppa im historischen Roman Bohdan Lepkyj's // Ukrainische Kulturberichte, Berlin, 1933, No. 2, S. 3–5.
- Die Rolle der Sitsch in der Geschichte der Ukraine // Ukrainische Kulturberichte, Berlin, 1933, No. 3.
- Deutsch-ukrainische politische Beziehungen im X.–XVIII. Jahrhundert // Kulturberichte des Ukrainischen Wissenschaftlichen Instituts Berlin. Berlin, 1933–34, No. 6, 7–8.
- Пилип Орлик на Правобережній Україні в 1711 р. // За Державність, Каліш, 1934, т. IV, с. 172–189.
- Роля Січі в історії України // Дзвони, Львів, 1934, ч. 6–7, с. 321–330.
- Теофан Прокопович і шведи // Записки Чина Св. Василія Великого, Львів, 1935, с. 296–307. Окрема відбитка: Жовква, 1934, 14 с.
- Die archäographische Tätigkeit M. Hruschewskyj's // Jahrbücher für Kultur und Geschichte der Slaven, Breslau, 1935, Bd. XI, Heft 3–4, S. 610–621.
- Проф. Василь Біднов як історик // Вісті Українського Наукового Інституту, Берлін, 1935, ч. 18, с. 1–4.
- Zu den polnischen Teilungsprojekten von 1709–1711 // Zeitschrift für Osteuropäische Geschichte, Koenigsberg und Berlin, 1935, Bd. IX, Heft 3, S. 388–402.
- M. Hruschewskyj als Wissenschaftlicher // Beiträge zur Ukrainekunde des Ukrainischen Wissenschaftlichen Instituts (= Prof. Michael Hruschewskyj. Sein Leben und sein Wirken). Berlin, 1935, S. 14–28.
- Zu den Anfängen des Hajdamakentums // Jahrbücher für Geschichte Osteuropas, Breslau–Berlin, 1936, Heft 2, S. 263–269.
- Die Idee der Einheit der Ukraine in der Politik der ukrainischen Hetmane // Ukrainische Kulturberichte, Berlin, 1936, No. 24.
- Карл XII в старій і новій шведській історіографії // Праці Українського Наукового Інституту, Варшава, 1938, т. 46 (= Збірник Мазепа, т. І), с. 64–82.
- Мазепа в світлі шведської історіографії // Праці Українського Наукового Інституту, Варшава, 1938, т. 46 (= Збірник Мазепа, т. І), с. 83–94.
- Пляни Мазепи в зв’язку з плянами Карла XII. перед українським походом шведів // Праці Українського Наукового Інституту, Варшава, 1938, т. 46 (= Збірник Мазепа, т. І), с. 95–106.
- Мазепа і шведи в 1708 р. // Праці Українського Наукового Інституту, Варшава, 1938, т. 47 (= Збірник Мазепа, т. II), с. 3–12.
- Шведи і населення на Україні 1708–1709 // Праці Українського Наукового Інституту, Варшава, 1938, т. 47 (= Збірник Мазепа, т. II), с. 13–23.
- З реляцій Кайзерлінґа // Праці Українського Наукового Інституту, Варшава, 1938, т. 47 (= Збірник Мазепа, т. II), с. 24–35.
- Miscellanea Mazepiana. Про старечі роки Мазепи. Дата смерти Мазепи // Праці Українського Наукового Інституту, Варшава, 1938, т. 47 (= Збірник Мазепа, т. II), c. 88–92.
- Karl XII und die Ukraine // Nation und Staat, Wien, 1938, Heft 10–11, S. 574–584.
- Пилип Орлик і Сава Чалий // Праці Українського Істор.-Філологічного Товариства в Празі, Прага, 1939, т. II., с. 42–45. Окрема відбитка: Прага, 1937, 6 с.

1940-ві
- Philipp Orlik und die katholische Kirche // Jahrbücher für Geschichte Osteuropas, Breslau, 1940, Heft 3–4, S. 427–439.
- 40-річчя літературно-наукової діяльности Д.І. Дорошенка, Берлін, 1940, V–ХІІІ. (Вступ до "Історії української православної церкви" Д.І. Дорошенка).
- З життя першої української еміґрації. 1. Анна Орлик і Анна Войнаровська. 2. До арешту генерального осавула Григорія Герцика // Праці Українського Істор.-Філологічного Товариства в Празі, Прага, 1941, т. III, с. 17–26. Окрема відбитка: Прага, 1940, 12 с.
- Die ukrainische historische Wissenschaft in der Sowjetunion 1921–1941 // Jahrbücher für Geschichte Osteuropas, Breslau, 1941, Heft 2–4, S. 125–151.
- З історії Правобережжя 1683–1688 // Праці Українського Істор.-Філологічного Товариства в Празі, Прага, 1942, т. IV, с. 1–31. Окрема відбитка: Прага, 1942, 35 с.
- Біографія гетьмана Данила Апостола в німецькому журналі з 1728 року // Науковий Збірник Українського Вільного Університету в Празі, Прага, 1942, т. III, с. 211–224.
- Emotio i ratio в українській національній вдачі // Бюлетень НОУС'а, Берлін, 1943, ч. 3.
- Ідея проґресу в соціологічній системі В. Липинського // Бюлетень НОУС'а, Берлін, 1944, ч. 4–5. Передрук: Українська Дійсність, Берлін–Прага, 1944, ч. 25.
- Полковник миргородський Павло Апостол // Праці Українського Істор.-Філологічного Товариства в Празі, Прага, 1944, т. V, с. 42–46.
- Гетьман Мазепа в світлі психологічної і політичної методи // Бюлетень НОУС'а, Берлін, 1944, ч. 6–8 (11–13). Передрук: Краківські Вісті, Краків–Відень, 1944, ч. 238, 240, 241, 242.
- До характеристики української еліти (Елементи ініціятиви і творчости) // Бюлетень НОУС'а, Берлін, 1945, ч. 9–10. Передрук під заголовком "Роля українців у розвитку культури Східньої Европи": Українські Вісті, Берлін, 1945, ч. 14/220, 15/221, 16/222, 17/223, 18–19/224.
- Три культурні доби Европи // Похід, Гайденав, 1946, ч. І, с. 12–14.
- Михайло Драгоманів і Вячеслав Липинський (Спроба порівняльної характеристики) // Український Літопис, Авґсбурґ, 1946, ч. 10, с. 1–6.
- Шляхи української культури // Заграва, Авґсбурґ, 1946, ч. 25, с. 24–32.
- Гетьман Мазепа в оцінці істориків народників і державників // Похід, Гайденав, 1946, ч. 2, с. 5–14.
- Силюети наших істориків // Рідне Слово, Мюнхен-Фрайман, 1946, ч. 9–10, с. 62–69.
- Проблеми авторитета і свободи в Україні // Стежі, Мюнхен–Інсбрук, 1946–1947, ч. 5–6, с. 25–32.
- Карл XII і східньо-европейські коаліції XVIII ст. // Стежі, Мюнхен–Інсбрук, 1946–1947, ч. 7–10, с. 21–28.
- Доба Пилипа Орлика і сучасність // Рідне Слово, Мюнхен, 1946, ч. 12, с. 95–99.
- Карл XII, Наполеон і німці на Сході // Український Літопис, Авґсбурґ, 1947, ч. 15, с. 23–25.
- Нова реляція про Мазепу з 1707 р. // Похід, Гайденав, 1947, ч. 1, с. 60–64.
- До основ сучасної европейської культури // Літературний Зошит, Новий Ульм, 1947, ч. 4–5, с. 3–6.
- Теорії доби і сучасність // Орлик, Берхтесґаден, 1947, ч. 8 і 9.
- Задунайська Січ (1775–1828) // Українські Вісті, Новий Ульм, 1947, січень.
- Мандрівка в минуле (Могилянська Академія) // Пугу, 1947.
- Ярослав Мудрий // Пугу, 1947.
- Українська суспільно-політична думка в XVIII ст. // Орлик, 1947, ч. 12, с. 1–4; 1948, ч. 1, с. 8–12; 1948, ч. 4, с. 6–8.
- Східньо-европейські коаліції XVIII ст. // Соборна Україна, Париж, 1947, ч. 3–4, с. 70–74.
- Українська колонізація, напрям і теорії Драгоманова // Океанічний Збірник, Женева, 1947, кн. ІІІ, с. 6–10; Українські Вісті, Новий Ульм, 1948, ч. 41.
- Пам’яті Богдана Хмельницького // Українські Вісті, Новий Ульм, 1947, ч. 46.
- Гетьман Кирило Розумовський в світлі характеристики його нащадка графа Камілла Розумовського // Календар-Альманах на 1948 р., Авґсбурґ-Мюнхен, 1948, с. 164–171.
- Пилип Орлик і Сава Чалий в новіт. історичній новелі // Арка, 1948, ч. 7.
- Богдан Хмельницький в світлі української історіографії // Арка, 1948, ІІІ–IV, с. 6–8. Див. передрук у 1995.
- Богдан Хмельницький як основоположник української закордонної політики // Сучасник, 1948, І, с. 4–13.
- Богдан Хмельницький і традиції української державности // Орлик, 1948, ч. 3.
- Початок Хмельниччини // Українські Вісті, Новий Ульм, 1948, ч. 28.
- Історичні основи европеїзму України // Літературно-Науковий Вісник, Реґенсбурґ, 1948, ч. 1, с. 120–130.
- The Mazeppiists. The Ukrainian Independence movement of the early 18th Century // The Ukrainian Quarterly, 1948, Vol. IV, No. 3, p. 204–214.
- Українське питання в світлі сучасних європейських ідей // Українські Вісті, 1948, ч. 87, 89, 90.
- Німецький журнал 1704 р. про козацтво і Хмельниччину // Записки НТШ, Мюнхен, 1948, т. 156, с. 165–167.
- Захід і ми // Українські Вісті, 1948, ч. 7, 103 і 104.
- The West-East Problem in the Historical Development of Russia // The Ukrainian Quarterly 1948, Vol. ІІ, No. 4, p. 297–307.
- Культурне життя України за гетьмана Данила Апостола. Кіль: Культ.-наук. видавництво Т.Омельченко - Ю.Тищенко, [1949]. 10 с.
- Мемуари Туре Габріеля Бельке, Університетський Ювілейний Збірник УВУ, 1949, т. V, с. 48–50.
- Мазепа в світлі психологічної методи, УВАН, Авґсбурґ, 1949, Збірник І, ч. І, Мазепа та його доба, 12 с.
- Між старим і новим світом // Українські Вісті, 1949, ч. 67.
- Американські люди // Українські Вісті, 1949, ч. 76 і 77.
- Українська історична наука на еміграції (1945–1949) в світлі культурної кризи // Українські Вісті, 1949, ч. 79, 80 і 81.
- 400-ліття козацької фльоти – чайок (Від половини 16–го до половини 19 ст.) // Українські Вісті, 1949, ч. 93, 94, 95, 96.
- Проблема простору в східньо-европейських війнах новітніх часів // Україна, Париж, 1949, ч. 2, с. 86–88.

1950-ті
- До світогляду "Історії Русов" // Українські Вісті, 1950, ч. 3–4.
- Revolutionary Currents in Modern Ukrainian History // The Ukrainian Quarterly, 1950, Vol. VI, No. 1, p. 23–28.
- Про категорію заперечення в історичному процесі, Українські Вісті, Новий Ульм, 1950, ч. 42.
- Українська історична наука б НТШ на чолі з М. Грушевським, Українські Вісті, Новий Ульм, 1950, чч. 48, 49, 50.
- Екзистенціялізм з української історичної перспективи // Українські Вісті, Новий Ульм, 1950, ч. 61.
- Доба козацько-гетьманської держави // Енциклопедія українознавства, 1950, т. VI, с. 443–465.
- "Історія України й українських козаків" Й.X. Енґеля та "Історія Русов" // Україна, Париж, 1950, ч. III, с. 162–166.
- Trends in Modern Ukrainian Historiography // The Ukrainian Quarterly, 1950, Vol. VI, No. 1, p. 337–345.
- Цензура Третього Райху (уривки зі споминів) // Україна, Париж, 1950, ч. 4, с. 264–266.
- Україна і Москва та проблема східньо-европейських коаліції // Соборна Україна (Париж–Лондон–Брюссель), 1951, ч. 6–7.
- Зі студентських споминів історика // Україна, Париж, 1951, ч. 6, с. 446–449; 1952, ч. 7, с. 526–534.
- Д.І. Дорошенко (Спомини учня) // Науковий Збірник І, Українська Вільна Академія Наук. Нью-Йорк, 1952, с. 9–22.
- Federalism and the Russian Empire // The Annals of the Ukrainian Academy of Arts and Sciences, No. 4. 1952, Vol. 2, No. 2, 239–260.
- "Нація" в козацькій Україні XVIII ст. // Україна, Париж, 1952, ч. 8, с. 605–608.
- П. Орлик як нумізмат // Свобода (недільне видання), 1953, 15 лютого, ч. 7.
- Д.І. Дорошенко і словенський світ // Український Літопис, Авґсбурґ, 1953, ч. І, с. 57–64.
- Д.І. Дорошенко – піонер української історичної науки // Український Літопис, Авґсбурґ, 1953, ч. І, с. 91–96.
- Титан творчого духу України // Український Літопис, Авґсбурґ, 1953, ч. І, с. 113–114.
- Україна в XVII ст. // Америка, 1953, ч. 138. (Рецензія з приводу оцінки книги Кантемира).
- Замість відповіді Богатирчукові. (Оцінка Мазепи) // Америка, 1953, ч. 141.
- Мої спогади про В. Петрова // Україна, Париж, 1953, ч. 9, с. 730–737.
- Treaty of Pereyaslav and the Political Orientations of B. Chmelnytsky // The Ukrainian Quarterly, 1954, Vol. Х, No. 1, p. 32–40.
- З приводу статті О. Горбача "З перспективи 700 років" // Християнський Голос, Мюнхен, 1954, ч. 12.
- Богдан Хмельницький як державний діяч // Українське Слово, Париж, 1954, ч. 640–641.
- Гетьмани і православна церква в українській державі XVII–XVIII ст. // Віра і Знання (вид. Науково-Богословського Інституту Української Православної Церкви в ЗДА), Нью-Йорк, 1954, с. 63–67.
- 70-ліття життя і 45–ліття наукової діяльности проф. Д-ра Наталії Полонської-Василенко // Християнський Голос, 1954, березня, ч. 13.
- Д.І. Дорошенко і його двохтомний "Нарис історії" України" // Український Літопис, Авґсбурґ, 1954, ч. 2, с. 30–34.
- М. Грушевський і його історична праця "Історія України–Руси" // М. Грушевський, т. 15. Нью-Йорк, 1954, с. І–XXX.
- Іван Мазепа і його чорноморська політика // Український Самостійник, 1954, ч. 13.
- Українська політика середини XVII ст. і Швеція // Науковий бюлетень Науково-Дослідн. Інституту при УТГІ, Мюнхен, 1954, ч. 39–40, с. 5–9. (також по-німецьки)
- Совєтська теорія національно-державних відносин між Україною і Москвою // Науковий бюлетень Науково-Дослідн. Інституту при УТГІ, Мюнхен, 1954, ч. 39–40, с. 19–28. (також по-німецьки)
- Мазепа і совєтська історіографія // Український Збірник Інституту для вивчення СССР, Мюнхен, 1955, кн. 2, с. 26–30.
- Die historischen Grundlagen des Europäismus der Ukraine // Die Ukraine in Vergangenheit und Gegenwart, 1955, No. 1, S. 1–13.
- Богдан Хмельницький і совєтська історіографія // Український Збірник Інституту для вивчення СССР, Мюнхен, 1955. Кн. 3, с. 82–99.
- Слов'янська місія германства // Українська літературна газета. Мюнхен, 1955. Ч. 6; 1956. Ч. 1(7).
- Bohdan Khmelnitsky and Soviet Historiography // Ukrainian Review. Institute for the Study of the USSR. Munich, 1955, I, s. 65–75.
- До Мазепиної проблематики // Українська літературна газета. Мюнхен, 1956, ч. 2 (8); ч. 3 (9).
- Федералізм на Сході Европи (Роздумування з приводу праці Г.Ф. Раска "Росія, державна єдність і національні своєрідності") // Українське Слово, Париж, 1956, ч. 739, 740, 741, 742, 744, 745.
- The Swedish–Ukrainian Treaties of Alliance 1708–1709 // The Ukrainian Quarterly, 1956, Vol. XII. No. 1, p. 47–57.
- До Мазепиної проблематики. Мазепіяна в закордонних архівах // Українська літературна газета. Мюнхен, 1956, травень, ч. 5.
- Чи був февдалізм в Київській Русі? // Збірник, присвячений 900–літтю Ярослава Мудрого, УВАН, Мюнхен.
- В гостях у гетьмана П. Орлика в Салониках (За діярієм 1722–1724) // Вісник, Нью–Йорк, 1957, ч. 1 (99).

1990-ті
- Богдан Хмельницький в світлі української історіографії // Київська старовина, 1995, № 6, стор. 31–34. / Текст друкується за виданням: Арка. — 1948. — № 3—4 (березень — квітень). — С. 6—8. Публікація та примітки Олексія Яся.